# Frette (mécanique)
Pour les articles homonymes, voir frette.
Une frette désigne une bague de fer ou d’acier entourant une pièce pour en renforcer la résistance.
- Une frette placée transversalement au fil sur une pièce de bois longue doit l'empêcher de se fendre : la frette d’un manche de bêche, du moyeu d'une roue de charrette, d'un espar de navire à voile[1], d'une traverse de chemin de fer. On arme de frettes « l'extrémité la couronne d'un pieu ou la tête d'un pilot, pour empêcher qu'il ne s'éclate sous les coups du mouton; on en met aussi au bout des demoiselles, aux arbres et aux treuils des grues, engins, etc.[2] ».
- Ruban très résistant servant à maintenir les parties d’un rotor soumises à la force centrifuge.
- La touche des luths anciens et les premières guitares étaient garnis de frettes en boyau nouées autour du manche, dont le musicien pouvait régler la position. Remplacées par des barettes en métal serties dans la touche, celles-ci ont conservé le nom de frette.